# Ширроффен
Ширроффен (фр. Schirrhoffen) — коммуна на северо-востоке Франции в регионе Гранд-Эст (бывший Эльзас — Шампань — Арденны — Лотарингия), департамент Нижний Рейн, округ Агно-Висамбур, кантон Бишвиллер. До марта 2015 года коммуна в составе кантона Бишвиллер административно входила в округ Агно.
Площадь коммуны — 0,63 км², население — 683 человека (2006) с тенденцией к росту: 703 человека (2013), плотность населения — 1115,9 чел/км².

## Население
Население коммуны в 2011 году составляло 702 человека, в 2012 году — 703 человека, а в 2013-м — 703 человека.
| 1962 | 1968 | 1975 | 1982 | 1990 | 1999 | 2006 | 2008 | 2011 | 2012 | 2013 |
| ---- | ---- | ---- | ---- | ---- | ---- | ---- | ---- | ---- | ---- | ---- |
| 557  | 522  | 513  | 508  | 516  | 630  | 683  | 698  | 702  | 703  | 703  |

Динамика населения:

## Экономика
В 2010 году из 484 человек трудоспособного возраста (от 15 до 64 лет) 381 были экономически активными, 103 — неактивными (показатель активности 78,7 %, в 1999 году — 77,7 %). Из 381 активных трудоспособных жителей работали 363 человека (203 мужчины и 160 женщин), 18 числились безработными (5 мужчин и 13 женщин). Среди 103 трудоспособных неактивных граждан 39 были учениками либо студентами, 33 — пенсионерами, а ещё 31 — были неактивны в силу других причин.